# قائمة المخترعين السويديين
فيما يلي قائمة بالأشخاص السويديون البارزين الذين اخترعوا أفكارًا أو آلات أو أدوات جديدة.
في القرن الثامن عشر، انطلقت الثورة العلمية في السويد. قبل ذلك، كان التقدم التقني يأتي بشكل رئيسي من المحترفين الذين هاجروا من أوروبا. عام 1739، تأسست الأكاديمية الملكية السويدية للعلوم ، وكان من بين أعضائها الأوائل أشخاص بارزين مثل كارل لينيوس وأندرس سيليزيوس.
وفقًا لمكتب الولايات المتحدة لبراءات الاختراع والعلامات التجارية، بلغ إجمالي براءات الاختراع السويدية قرابة 49,974 براءة اختراع حتى عام 2015، ولم يسبق السويد بعدد براءات الاختراع سوى عشر دول أخرى. 
لا تزال الصناعات الهندسية التقليدية تشكل المصدر الرئيسي للاختراعات السويدية، إلا أن الصناعات الدوائية والإلكترونية وغيرها من الصناعات ذات التقنية العالية بدأت تكتسب قاعدة كبيرة. يعتمد جزء كبير من الاقتصاد السويدي حتى يومنا هذا على تصدير الاختراعات التقنية، والعديد من الشركات المتعددة الجنسيات الكبيرة من السويد لها أصولها في براعة المخترعين السويديين.

## القرن السابع عشر
- كريستوفر بولهيم (1661–1751): عالم ومخترع وصناعي سويدي، له مساهمات كبيرة في التنمية الاقتصادية والصناعية في السويد، خاصة في مجال التعدين. أعاد اختراع مفصل كاردان بمسمى "عقدة بولهيم" (Polhemknut) مستقلاً عن جيرولامو كاردانو، عالم الرياضيات الإيطالي الذي اخترع العقدة عام 1545. من أهم إنجازاته إنشاء مصنع آلي يعمل بالكامل بالماء، وكان التشغيل الآلي أمرًا غير معتاد في ذلك الوقت.[بحاجة لمصدر]
- كان بنك ستوكهولم أول بنك أوروبي يطبع الأوراق النقدية (إنشاء الائتمان) بدءاً من عام 1661. أسسه يوهان بالمسترتش. وقد ركّز عمله على الإقراض والمدفوعات التجارية ما جعله متميزًا عن الابتكارات السابقة التي قدمها بنكويسلبنك الذي يقع مقره في أمستردام. وهذا جعل السويد واحدة من رواد التمويل في القرن السابع عشر إلى جانب الإمبراطورية الهولندية والإمبراطورية البريطانية (بعد تأسيس بنك إنجلترا بعد عدة سنوات في عام 1694). [2]

## القرن الثامن عشر
- أندرس سيليزيوس (1701-1744): عالم فلك ورياضيات اشتهر باختراع مقياس الحرارة المكون من 100 نقطة، والذي يُستخدم على نطاق واسع في جميع أنحاء العالم.
- سفين أدرمان: مخترع سويدي اخترع بندقية قادرة على إطلاق النار بسرعة أكبر من الأسلحة التقليدية المعروفة وكان ذلك في أواخر القرن الثامن عشر. استخدمت هذه البندقية الجديدة لأول مرة في حروب الملك كارل الثاني عشر. منحه الملك فريدريك الأول ملك السويد ملكية هالتوربس في عام 1723 تقديراً لجهوده. [3]
- جوناس ليدسترومر (1755–1808): مخترع سويدي وضابط في البحرية الملكية السويدية. وهو الذي يقف وراء عدد كبير من الأجهزة الميكانيكية والابتكارات، مثل مطاحن الصلب، وأرصفة السفن، والبوصلات وما إلى ذلك. [4]
- يوهان باتريك ليونغستروم (1784–1859): صائغ، مخترع إضاءة الغاز، ورائد الغوص تحت الماء
- بير جورج شوتز (1785-1873): محامي ومترجم ومخترع سويدي في القرن التاسع عشر، عُرف بعمله الرائد في تكنولوجيا الحاسبات. أشهر اختراعاته محرك الحساب، الذي اخترعه عام 1837 واكتمل في عام 1843.
- غوستاف إريك باش (1788-1862): اخترع عود الثقاب الآمن .
- مارتن فون واهرندورف (1789–1861): دبلوماسي ومخترع سويدي. تقدّم عام 1837 بطلبٍ للحصول على براءة اختراع لخزانة حسابية جديدة، والتي عرفت فيما بعد باسم خزان واهريندورف. صُنع أول مدفع Wahrendorff محمل بالمؤخرة في Åker في عام 1840.

## القرن التاسع عشر
منذ سبعينيات القرن التاسع عشر، أنشئت شركات الهندسة بمعدلات غير مسبوقة، وأصبح المهندسون يعتبرون أبطال العصر. لا تزال العديد من الشركات التي أسسها الرواد الأوائل معروفة على المستوى الدولي.

## القرن الحادي والعشرين
- اعترفت مجلة إم آي تي تكنولوجي ريفيو الأمريكية بآدم دونكلز واحداً من أفضل 35 مخترعًا شابًا في العالم، وخاصةً Micro IP الذي مكّن الأدوات الصغيرة مثل مفاتيح السيارة وبطاقات الائتمان بالتواصل باستخدام بروتوكولات الإنترنت. [5]

## روابط خارجية
- الاختراعات والاكتشافات السويدية